# Kürti Sándor
Kürti Sándor (Budapest, 1947. szeptember 8. –) Széchenyi-díjas üzletember, a Kürt Zrt. elnöke, tulajdonosa.

## Életpályája
1971-ben szerzett vegyészmérnöki, 1975-ben rendszermérnöki diplomát. 1985-ig a Dunai Kőolajipari Vállalatnál technológiai folyamatok automatizálásával foglalkozott.
1989-ben alapította meg testvérével, Kürti Jánossal a KÜRT Kft.-t, mely kezdetben mágneses adattárolók (mágneslemezek, winchesterek) javítására szakosodott. 1990-ben a KÜRT Alapítványi Gimnázium létrejöttéhez nyújtott anyagi támogatást. 1994-ben az adatmentési (sérült mágneses adattárolókról való adat-helyreállítási) technológiáért a KÜRT elnyerte az Innovációs Nagydíjat. 1996-ban létrehozta a Cigányszármazású Gyerekek Oktatási Alapítványát. 1997 óta informatikai biztonsági technológiák kidolgozásával foglalkozik. 1998 óta a KÜRT Computer Rendszerház Rt. (jelenlegi nevén: KÜRT Információbiztonsági és Adatmentő Zrt.) elnöke.
2000-ben megválasztották az Informatikai Vállalkozások Szövetsége alelnökének. 2001 óta tagja a Veszprémi Egyetem Tanácsadó Testületének. 2002-ben cége elnyerte a Budapest Klub Alapítvány által létrehozott Üzleti, etikai díjat és a XI. Innovációs Nagydíj Pályázaton a KÜRT az Informatikai és Hírközlési Minisztérium Innovációs Díját nyerte el. 2004-ben tagja lett a Magyar Mérnökakadémiának, az Informatikai Vállalkozások Szövetsége elnökségi tagjává választotta, a KÜRT Rt. elnöke lett. 2005-ben az Európai információ-, és hálózatbiztonsági ügynökség (ENISA) szakértői szervezete (PSG) tagjának választotta, a KÜRT elnyerte a Családbarát munkahely díjat, nemzetközi felmérésében a KÜRT bekerült a Legjobb Munkahelyek közé. 2006-ban a Közép-Európai Egyetem (CEU) elnökségébe választották, a Veszprémi Egyetem Gazdasági Tanácsának elnökévé választották.

## Kötetei
- Egy hungarikum születése. Kürti Sándorral beszélget Dutka Judit; Kairosz, Bp., 2014 (Magyarnak lenni)
- Láncreakció; szerzői, Budapest, 2021
- Láncreakció, 2022. Hazai korkép, az elmúlt fél évszázad 67 története; szerzői, Budapest, 2022
- A Kürt-dosszié. A világhír titka, avagy vezess a szíveddel; Kürti Sándor; Libri Kiadó, Bp., 2023 (Eredeti cím: Kürti Sándor könyve) ISBN: 9789636041779
- Láncreakció 2024, avagy Az idős kor szépsége; szerzői, Budapest, 2024

## Díjai, elismerései
- Kalmár László-díj a számítógép-tudományban, annak alkalmazásában elért eredményeiért (1996)
- az Év Informatikai Menedzsere (1997 és 1998)
- Gábor Dénes-díj az innováció területén elért eredményeiért (1998)
- Széchenyi-díj (2004)
- az „Év Üzletembere 2005” díj az Ernst & Youngtól (2005)
- Budapest XI. kerülete díszpolgára (2005)
- Pro Informatika díj az Informatikai Vállalkozások Szövetségétől (2007)